# Lago d'Eugio
Il lago d'Eugio è un lago artificiale del Piemonte.

## Descrizione
Il lago si trova nelle Alpi Graie fa parte dell'impianto idroelettrico TELESSIO-EUGIO-ROSONE; ricade in comune di Ribordone (TO). Il suo emissario, il torrente Eugio, è tributario dell'Orco.
Entrato in esercizio nel 1959 ha una capacità di circa 5.140.000 m³, con livello di massimo invaso pari a 1901 m s.l.m. L'opera di presa è costituita da una galleria in pressione a sezione circolare del diametro di 2 m.

## Protezione della natura
Il lago si trova all'interno del territorio del Parco nazionale del Gran Paradiso.